# Gazeta Krakowska (1881–1885)
Gazeta Krakowska – czasopismo informacyjno–polityczne opozycyjne wobec Czasu ukazujące się w Krakowie w latach 1881–1885.

## Historia
Pismo było kontynuacją ukazującego się od grudnia 1880 do kwietnia 1881 dwutygodnika Gwiazdka Krakowska. Na łamach pisma ukazywały się głównie informacje z terenu Galicji: o wydarzeniach politycznych, gospodarcze, ekonomiczne, kulturalne, przegląd prasy krajowej, artykuły historyczne i wiersze. Pismo opozycyjne wobec krakowskiego Czasu. W 1881 roku po zamknięciu Reformy od numeru 203–229 pismo ukazywało się pod tytułem Gazeta Krakowska i Reforma. Często zmieniano częstotliwość wydawania. Wychodziło jako tygodnik, 2 razy w tygodniu, 3 razy w tygodnik i dziennik. 
Swoje utwory publikowali tu: Adam Asnyk, Felicjan Faleński i Walery Przyborowski. Wychodziło w nakładzie 5 tysięcy egzemplarzy (1882).